# 泽雅风景名胜区

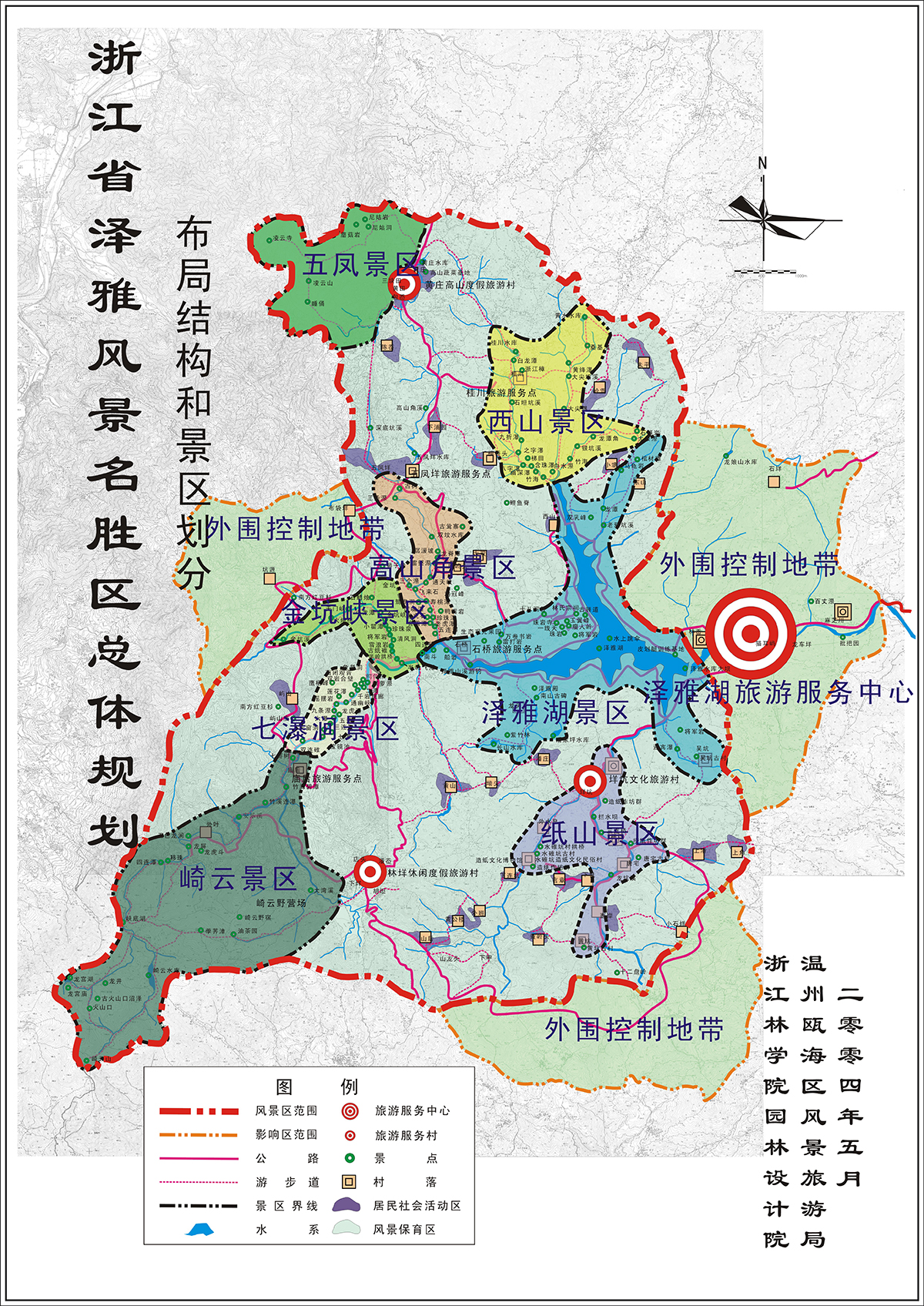
泽雅景区总体规划

泽雅省级风景名胜区，又称西雁荡省级森林公园，位于浙江省温州市瓯海区泽雅镇境内，现为国家4A级景区。泽雅景区的开发始于1989年，现有七瀑涧、金坑峡、高山角、泽雅湖（珠岩）、西山、五凤、崎云、纸山八大景区，景点230余处。

## 历史
泽雅的旅游业转型起自1980年代末，当时泽雅的屏纸陷入瓶颈，开始向旅游业转型。1980年代泽雅有555座水碓停止运营，削减造纸年产能150万条卫生纸，1989年10月时任泽雅区副区长的周荣光开始花费1.5年时间探索泽雅旅游资源，最终决定泽雅像旅游业转型，在上任第一天就召开干部大会动员旅游宣传，此后泽雅西岸中学学生在老师带领下深入群山溪谷，探索出200多个景点和1000余个景观，并且找出日后成为全国重点文物保护单位的四连碓。在泽雅探源活动结束后，民间开始组织泽雅风光开发协会，协会成员全部无偿劳动，动员全区民众建设景区，并于1990年3月19日建成开放区内第一个景区——七瀑涧。1990年3月17日《温州日报》刊登前解放军画报社社长林庭松《温州“西雁”——泽雅风光印象》，第一次以西雁指代泽雅，随后泽雅借助西雁扩大品牌效应，开发出西雁矿泉水、西雁大米、西雁粉干、西雁乌豆酒、西雁人家、西雁度假村等产品。泽雅在1991年5月3日被评为浙江省省级西雁风景名胜区，后来成为国家4A级景区。